# Da Monteverde

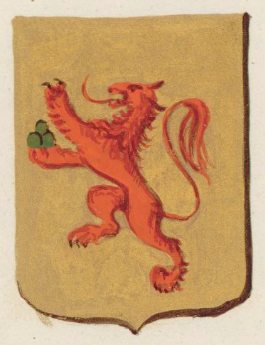
Stemma da Monteverde di Fermo

Da Monteverde fu una nobile famiglia di Fermo, estinta nel 1380. 
Originata dai signori di Brunforte, feudatari della Marca di Ancona, fu feudataria delle terre di Fermo, Monterone, Castelporcino e Valdigrano.

## Esponenti illustri
- Rinaldo I da Monteverde (XIII secolo), capostipite
- Fidesmido (?-1254 ca.), podestà di Fermo
- Boccalario da Monteverde (?-1326), condottiero
- Vannetta da Monteverde, erede di Boccalario
- Mercenario da Monteverde (1275 ca.-1340), tiranno
- Rinaldo da Monteverde (?-1380), condottiero

## Arma
D'oro, al leone di rosso sostenente con la branca destra un monte di tre cime di verde.